# サラ・ハマー
サラ・ハマー（Sarah Hammer、1983年8月18日- ）は、アメリカ合衆国・テメキュラ (カリフォルニア州)出身の女子自転車競技（トラックレース）選手。

## 来歴
2001年
- ジュニア世界選手権自転車競技大会・個人追抜 2位。

2002年
- UCIトラックワールドカップ2002
  - シドニー - ポイントレース 優勝

2005年
- アメリカ合衆国選手権
  - 個人追抜 & ポイントレース 優勝
- UCIトラックワールドカップ2005-2006
  - マンチェスター - ポイントレース 優勝

2006年
- UCIトラックワールドカップ2005-2006
  - ロサンゼルス - 個人追抜 & スクラッチ 優勝
- 世界自転車選手権
  -  個人追い抜きにおいて、ロシアのオルガ・スリュサレワを破って優勝。
- アメリカ合衆国選手権
  - 個人追抜 & ポイントレース & スクラッチ 優勝

2007年
- UCIトラックワールドカップ2006-2007
  - ロサンゼルス - 個人追抜 & スクラッチ & ポイントレース 優勝
- 世界選手権
  -  個人追抜で、イギリスのレベッカ・ロメロを下し、同種目連覇を果たした。
- アメリカ合衆国選手権
  - 団体追抜 優勝

2008年
- 世界選手権
  - 個人追抜において、レベッカ・ロメロに敗れ2位。
- 期待された北京オリンピックでは、個人追抜とポイントレースに出場したものの、メダルを獲得することができなかった。

2009年
- ノース・エンド・クラシック 総合優勝
- ツアー・オブ・マリエータ 総合優勝

2010年
- 世界選手権
  -  個人追い抜きで、ウエンディ・フーヴナゲルを破って優勝。
- UCIトラックワールドカップ2010-2011
  - カリ - オムニアム 優勝

2011年
- UCIトラックワールドカップ2010-2011
  - マンチェスター - オムニアム 優勝
- 世界選手権
  -  個人追抜 優勝
  - 団体追抜 2位
  - オムニアム 2位
- UCIトラックワールドカップ2011-2012
  - カリ - オムニアム 優勝

2012年
- UCIトラックワールドカップ2011-2012
  - ロンドン - オムニアム 優勝
- 世界選手権
  - オムニアム 3位
- ロンドンオリンピック
  -  団体追抜 2位
  -  オムニアム 2位

2013年
- UCIトラックワールドカップ2012-2013・アグアスカリエンテス オムニアム 優勝
- 世界選手権
  -  個人追抜 優勝
  -  オムニアム 優勝